# Polystichum lachenense
Polystichum lachenense är en träjonväxtart som först beskrevs av William Jackson Hooker, och fick sitt nu gällande namn av Richard Henry Beddome. Polystichum lachenense ingår i släktet Polystichum och familjen Dryopteridaceae. Inga underarter finns listade.